# الإمبراطور موموزونو
الإمبراطور موموزونو (باليابانية: 桃園天皇 موموزونو تينو) (14 أبريل 1741 - 31 أغسطس 1762) كان الإمبراطور السادس عشر بعد المائة في اليابان وفقا للترتيب الأباطرة. امتدت فترة حكم الإمبراطور موموزونو في الفترة بين عامي 1747 و 1762.